# Perkoz zausznik
Perkoz zausznik, zausznik (Podiceps nigricollis) – gatunek średniej wielkości, przeważnie wędrownego ptaka wodnego z rodziny perkozów (Podicipedidae), zamieszkującego Europę poza skrajami północnymi i zachodnimi (od połowy XIX wieku stopniowo rozszerza swój zasięg w tym kierunku), zachodnią część Ameryki Północnej od Kanady do Gwatemali, północną, wschodnią i południową Afrykę oraz środkową, południową i wschodnią Azję wraz z Bliskim Wschodem. Przeloty marzec – kwiecień i sierpień – listopad. Południowe populacje osiadłe.
W Polsce nieliczny ptak lęgowy prawie całego niżu; stosunkowo nielicznie występuje na Pomorzu, Warmii i Mazurach, mimo obfitości jezior. Polskie ptaki zimują w zachodniej Europie i basenie Morza Śródziemnego. Na przelotach nie jest liczny. Stwierdzono przypadki zimowania w kraju.

## Podgatunki i zasięg występowania
Wyróżnia się trzy podgatunki:
- P. n. nigricollis – Europa do zachodniej części Azji, zimuje w południowo-zachodniej Palearktyce; ponadto środkowo-wschodnia Azja, zimuje we wschodniej Azji.
- P. n. gurneyi – wschodnia Afryka (Sudan i Etiopia wyspowo na południe po północną Tanzanię), południowa Afryka.
- P. n. californicus – południowo-zachodnia Kanada i zachodnie USA po północno-zachodni i środkowy Meksyk; zimuje na południe aż po Gwatemalę.

## Morfologia
WyglądUpierzenie godowe – głowa, szyja i wierzch ciała czarne, za okiem duża, trójkątna, szersza niż u perkoza rogatego trójkątna, złotawa plama. Koralowe oczy. W odróżnieniu od perkoza rogatego ma lekko wygięty ku górze dziób. Spód ciała rdzawokasztanowaty. Upierzenie spoczynkowe – wierzch ciemny, spód jasny. Na policzku ciemna plama. Na wewnętrznej krawędzi skrzydła widać dużą białą plamę, która w locie jest łatwa do zauważenia.
Wymiary średniedługość ciała 28–34 cm
rozpiętość skrzydeł 41–60 cm
masa ok. 265–450 g

## Ekologia i zachowanie
BiotopMałe zbiorniki wodne na bagnach oraz płytkie stawy i jeziora o bujnej roślinności zanurzonej i z obszarami roślinności wystającej ponad lustro wody.
ZachowanieNajbardziej towarzyski z perkozów, rzadko gnieździ się osobno. Zauszniki początkowo zamieszkiwały południowo-wschodnią Europę, a od końca XIX w. obserwuje się ciągłe rozprzestrzenianie ich na zachód. Można go usłyszeć po melodyjnym „bibip” lub świszczącym „huit”.
TokiPary tworzą się już na zimowisku. Ptaki razem też przylatują na przełomie marca i kwietnia, by pozostać ze sobą aż do końca sezonu. W czasie toków wykazują charakterystyczne zachowanie: stoją wyprostowane na wodzie naprzeciw siebie, trzęsą głowami i pływają wokół siebie. Obce pary są przepędzane.
GniazdoZazwyczaj na wodzie w strefie rzadkich trzcin lub innych roślin wodnych wystających ponad powierzchnię. Czasem można je spotkać w starorzeczach lub zabagnionych jeziorach. Gniazdo stanowi pływająca, jednak zazwyczaj zakotwiczona za pomocą wbudowanych w nie roślin, sterta roślin wodnych i błotnych przynoszonych przez samca. Zazwyczaj w mniejszych lub większych koloniach (nawet z setkami par), często w kolonii mew śmieszek. To powiązanie jest tak silne, że po zniszczeniu kolonii mew znikają również zauszniki.
JajaWyprowadza jeden główny lęg w roku – 3 do 6 białych jaj z niebieskawym odcieniem. Uzupełniany w okresie późniejszym przez pojedyncze zniesienia uzupełniające.
Wysiadywanie, pisklętaJaja wysiadywane są przez okres 20 do 21 dni przez obydwoje rodziców. Zagniazdowniki, jednak długo pozostają pod opieką rodziców, chroniąc się na grzbiecie lub pod skrzydłami osobników dorosłych, podobnie jak u innych perkozów. Młode żywią się głównie owadami wodnymi, drobnymi skorupiakami, mięczakami i rybami. Mają podobne upierzenie do dorosłych, ale po bokach głowy widnieją nieregularne czarne plamy. Puch piskląt nadaje głowie wzór w jasne pasy i plamy. Podobnie jak małe perkozy dwuczube, mają też łysinkę.
PożywienieOwady i skorupiaki wodne, bardzo rzadko ryby. Pokarm zdobywa nurkując.

## Status i ochrona
IUCN klasyfikuje perkoza zausznika jako gatunek najmniejszej troski (LC, Least Concern) nieprzerwanie od 1988 roku. Liczebność światowej populacji, według szacunków organizacji Wetlands International z 2015 roku, mieści się w przedziale około 3,9–4,2 miliona osobników. Globalny trend liczebności populacji nie jest znany.
W Polsce objęty ochroną gatunkową ścisłą. Na Czerwonej liście ptaków Polski został sklasyfikowany jako gatunek narażony (VU). W latach 2013–2018 liczebność krajowej populacji lęgowej szacowano na 1000–2000 par, a trend liczebności jest silnie spadkowy.

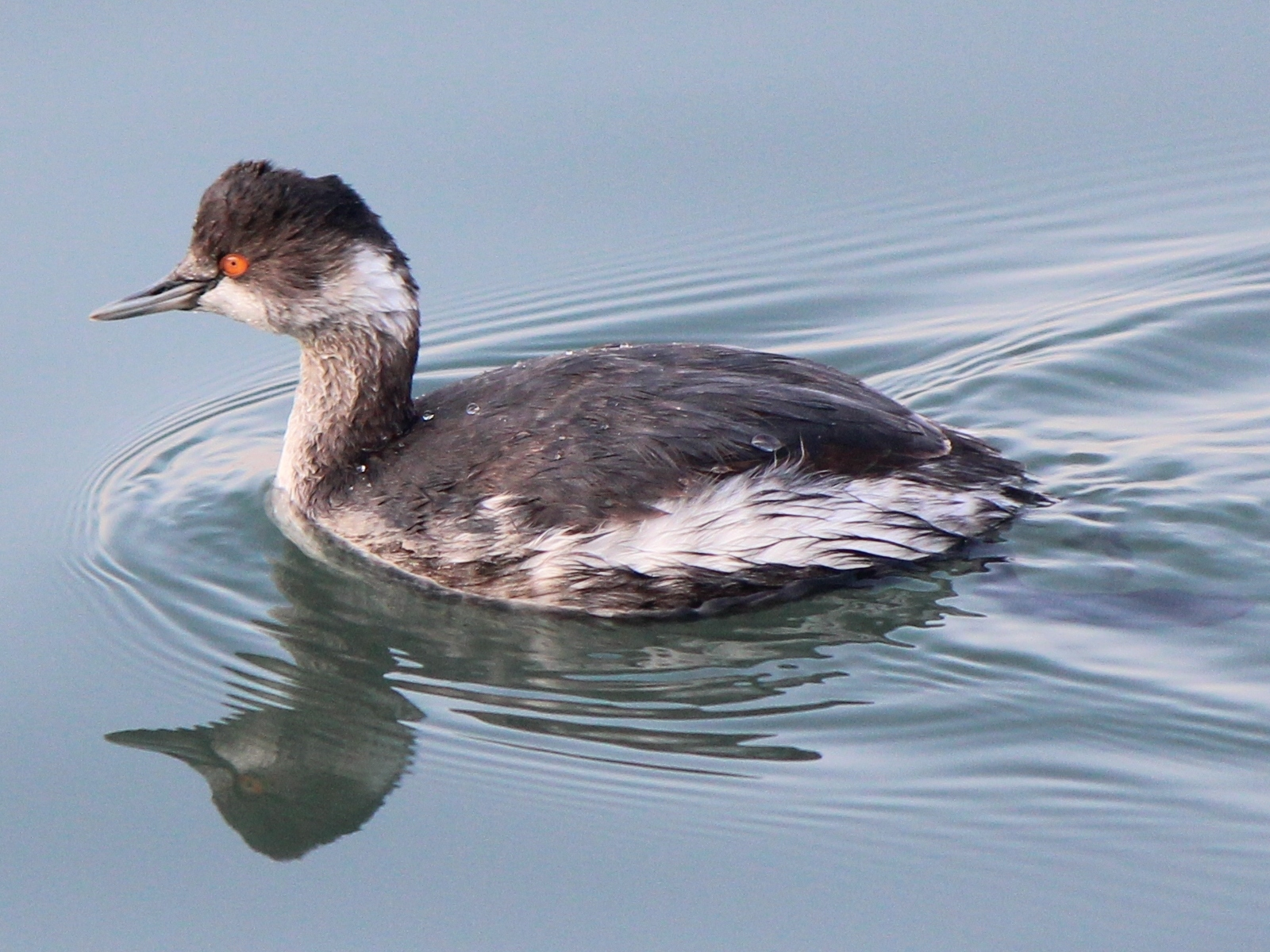
Zausznik w upierzeniu spoczynkowym
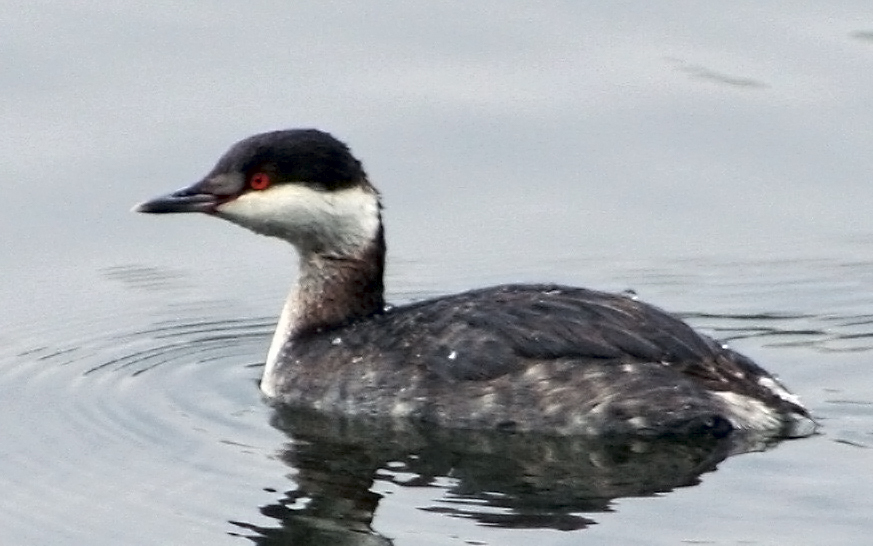
Dla porównania podobny perkoz rogaty w upierzeniu spoczynkowym
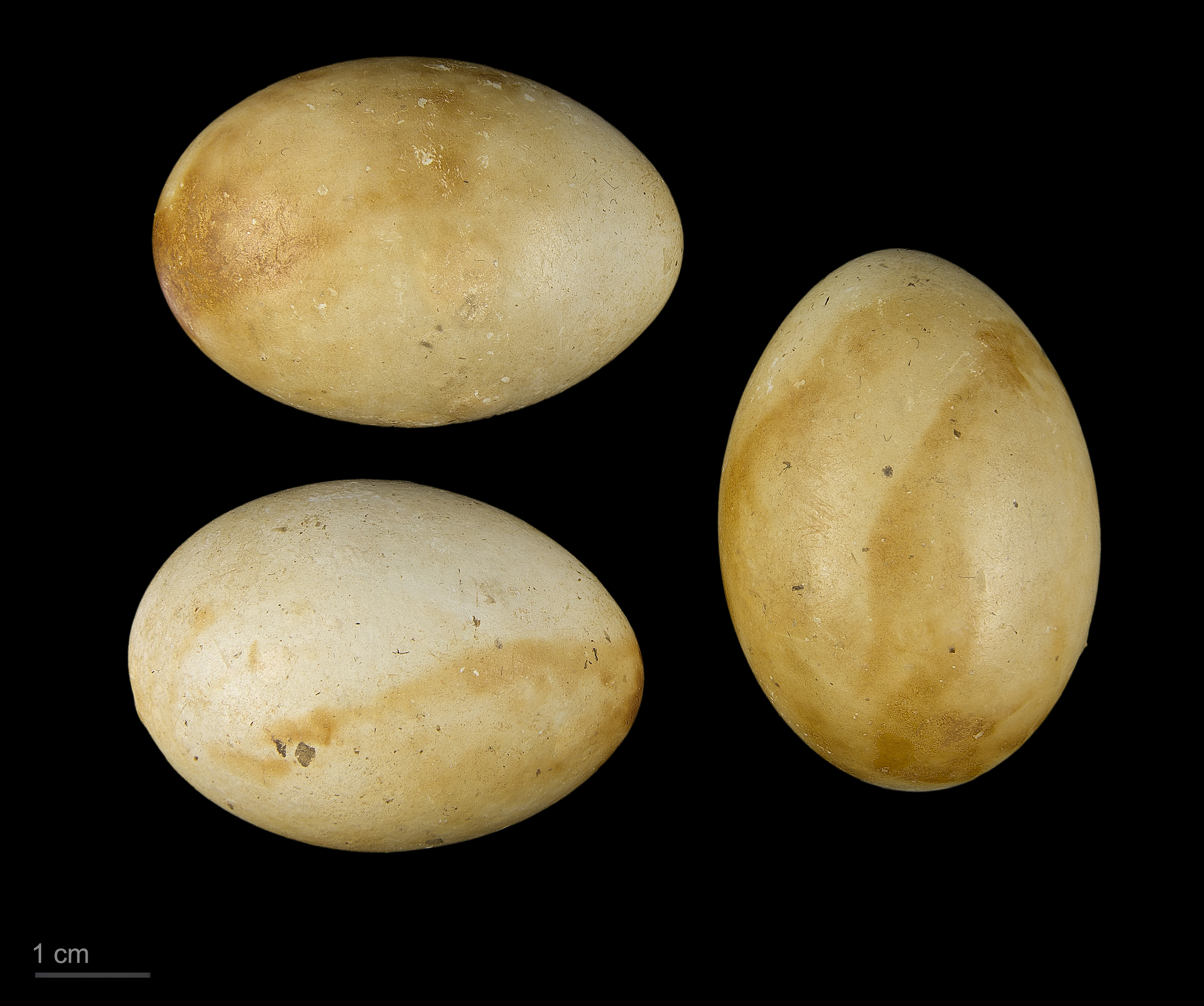
Jaja z kolekcji muzealnej
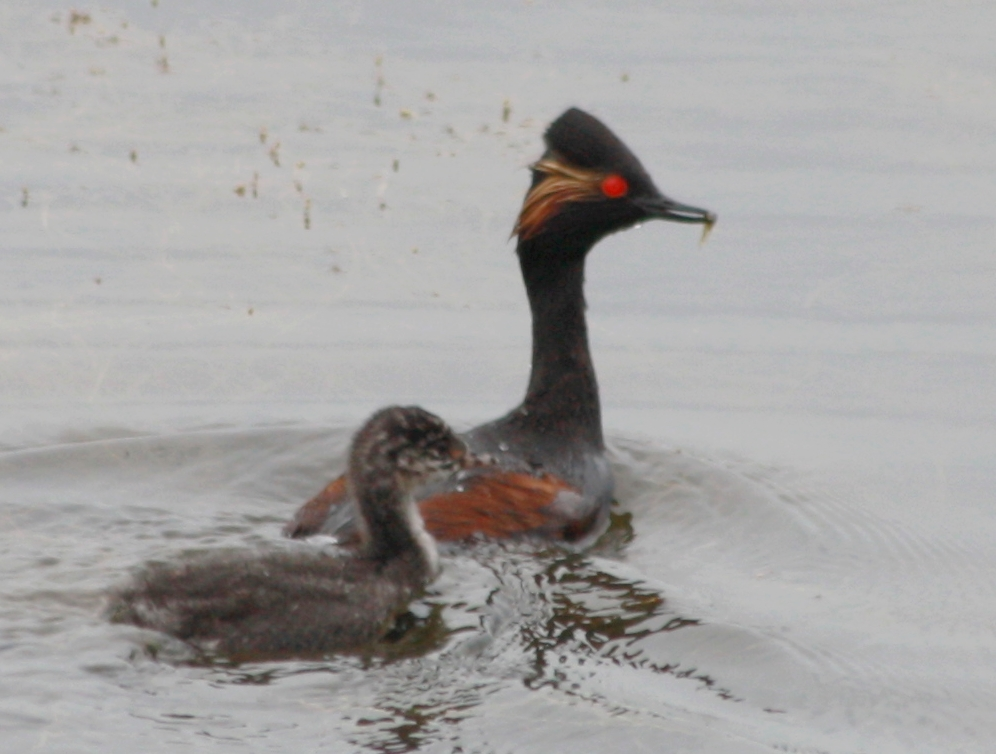
Rodzic z pisklęciem